# 10 (število)
10 (desét) je naravno število, za katero velja 10 = 9 + 1 = 11 − 1.

## V matematiki
- najmanjše število, katerega vsota njegovih števk je enaka 10, je 19 (1+9=10).
- tretje veselo število.
- četrto polpraštevilo.
- četrto trikotniško število {\displaystyle 10=4(4+1)/2\,\!}.
- peto sestavljeno število.
- vsota prvih treh trikotniških števil 10 = 1 + 3 + 6 in zato tretje četversko število (tetraedrsko število).
- sedmo Størmerjevo število.
- osmo Perrinovo število.
- Harshadovo število.

## V znanosti
- vrstno število 10 ima neon (Ne).

## Verstvo
- 10 je število zapovedi, ki jih je Bog dal Mojzesu in po njem Izraelcem.

## Obdobje
- 10 dni je trajala slovenska osamosvojitvena vojna, zaradi česar se ji reče tudi desetdnevna vojna

## Koledar
- 10. mesec
- 10. januar, 10. februar, 10. marec, 10. april, 10. maj, 10. junij, 10. julij, 10. avgust, 10. september, 10. oktober, 10. november, 10. december

## Leta
- 410 pr. n. št., 310 pr. n. št., 210 pr. n. št., 110 pr. n. št., 10 pr. n. št.
- 10, 110, 210, 310, 410, 510, 610, 710, 810, 910, 1010, 1110, 1210, 1310, 1410, 1510, 1610, 1710, 1810, 1910, 2010, 2110